# Vlajka Guineje-Bissau

Vlajka Guineje-Bissau
Poměr stran: 1:2

Vlajka Guineje-Bissau je tvořena listem o poměru stran 1:2 se dvěma vodorovnými pruhy: horním žlutým a dolním zeleným. U žerdi je pak svislý červený pruh, v jehož středu je černá pěticípá hvězda.
Vlajka byla přijata v roce 1973, když země získala nezávislost na Portugalsku. Vlajka obsahuje tradiční panafrické barvy – žlutou, zelenou a červenou – a také černou africkou hvězdu. Podoba vlajky je zřetelně ovlivněna ghanskou vlajkou. Také barvy mají stejný význam: červená symbolizuje krev mučedníků, zelená lesy a přírodní bohatství a žlutá nerostné suroviny.
V sedmdesátých letech byla plánována unie s Kapverdy. Z tohoto plánu později sešlo. První (nyní již historická) kapverdská vlajka byla tak velmi podobná vlajce Guineje-Bissau:

Kapverdská vlajka (1975–1992) Poměr stran: 2:3